# Минкевич, Хенрик
Хе́нрик Минке́вич-Одровонж (пол. Henryk Minkiewicz-Odrowąż; 19 января 1880, Сувалки — предположительно, 9 апреля 1940, Смоленская область) — польский военачальник, дивизионный генерал Войска Польского.

## Образование и политическая деятельность
Родился в дворянской семье (герба Одровонж). Окончив Мариямпольскую  гимназию, поступил на естественном факультете Санкт-Петербургского университета, учёбу не закончил. С 1902 жил в Кракове, изучал медицину в Ягеллонском университете и живопись — в Школе изящных искусств.
В 1904 оставил учёбу, активно занимался политикой в рядах Польской социалистической партии Юзефа Пилсудского (позднее между ними произошёл конфликт, который повлиял на ранней отставке Минкевича после Майского переворота в 1926). В 1909 Минкевич вместе с Казимежем Пужаком привёл в исполнение смертный приговор, вынесенный партией провокатору Эдмунду Тарановичу.

## Офицер легионов и генерал Войска Польского
С началом Первой мировой войны — офицер Польских легионов, служил во второй бригаде, командовал ротой, а затем, в чине подполковника — третьим полком. 6 июля 1916 попал в русский плен, но через год сумел совершить побег. В июле 1917, после создания Польских сил обороны, он стал полковником и командиром пехотной бригады.
С 1 июня 1919 — бригадный генерал. Во время наступления Красной армии в ходе советско-польской войны — заместитель генерал-губернатора Варшавы и командующего 1-й армией (с 25 июля 1920).
С 1924 — командующий Корпусом пограничной охраны (со штабом в Брест-Литовске). Дивизионный генерал. Вышел в отставку в 1929. Жил в своей усадьбе под Брест-Литовском. Был женат на поэтессе Марии Марковской (1878—1939).

## Трагическая гибель
После занятия восточных польских территорий Красной армией в сентябре 1939 был арестован, несмотря на то, что уже десять лет находился в отставке. Был отправлен в Козельский лагерь, где офицеры единогласно признали его старшим — как старшего по воинскому званию и с учётом его авторитета в армии. 7 апреля 1940 был отправлен в Катынь. По данным польских историков, был расстрелян 9 апреля 1940 (в одном с ним поезде находился майор Адам Сольский, из дневника которого следует, что расстрел данной группы офицеров произошёл именно в этот день).